# Aalsmeer
Aalsmeer er en kommune og en by i Holland, i provinsen Nordholland. Navnet er udledt af de hollandske ord for ål (aal) og sø (meer). Kommunen grænser op til Westeinderplassen-søen – som er det største åbne vandområde i Randstad – og Ringkanalen. Byen ligger 13 km sydvest for Amsterdam.
Byen er hjemsted for den største blomsterauktion i verden og ligeledes er der talrige drivhuse og et teststed for blomster. Byen kaldes derfor sommetider verdens blomsterhovedstad. Blomsterne eksporteres ofte med fly. Auktionsbygningen er den største kommercielle bygning i verden 